# Grammaire galloise
La grammaire galloise partage de nombreux traits communs avec celle des autres langues celtiques insulaires :
- un type morphologique principalement flexionnel avec des tendances analytiques
- une morphophonologie complexe faisant intervenir des mutations consonantiques et des alternances vocaliques, et les utilisant à des fins grammaticales
- une organisation de la phrase de type Verbe-Sujet-Objet
- une organisation du groupe nominal selon l'ordre déterminant-nom-adjectif épithète ou complément du nom
- l'intervention de particules verbales  dans l'articulation de la phrase
- le rôle important joué par un nom verbal exprimant son objet par des pronoms possessifs, impliqué dans la formation de nombreux temps périphrastiques
- l'existence d'une forme impersonnelle spécifique dans la conjugaison
- des prépositions « conjuguées », c'est-à-dire prenant des formes distinctes selon la personne
- deux systèmes parallèles de nombre grammatical (trait propre aux langues brittoniques), opposant d'une part singulier et pluriel, d'autre part collectif et singulatif
- une distinction de genre grammatical entre masculin et féminin en grande partie assurée par les mutations consonantiques
- un système numéral de type vigésimal.

Le gallois connaît une forte distinction de registre de langue entre le gallois courant (Cymraeg llafar) et le gallois littéraire (Cymraeg llenyddol) - les deux existant conjointement à l'écrit. La différence se manifeste en plusieurs points de la grammaire, en particulier dans le système verbal. Au sein de la langue courante, il existe des divergences dialectales de moins grande portée ; la distinction la plus courante se fait entre gallois du Nord et du Sud. Dans l'exposé qui suit, les abréviations (L), (N) et (S) seront employées pour faire référence au gallois littéraire, du Nord et du Sud, respectivement.

## Morphophonologie
La morphophonologie traite des modifications qui affectent la substance phonétique des morphèmes d'une langue dans certains contextes phonétiques ou grammaticaux, conduisant à des alternances justifiables d'une description générale. Le gallois est riche en alternances de ce type.

### Mutations consonantiques
En gallois, la consonne initiale des mots est susceptible de se modifier de diverses façons dans certains contextes grammaticaux : ce phénomène est appelé mutation consonantique (treiglad en gallois). Il existe trois types principaux de mutations :
- la mutation adoucissante (treiglad meddal), de loin la plus courante, qui lénifie p, t, c, b, d, g, m, ll, rh
- la mutation nasalisante (treiglad trwynol) qui nasalise p, t, c, b, d, g
- la mutation spirante (treiglad llaes) qui spirantise p, t, c.

| Consonne non mutée | Mutation adoucissante                 | Mutation nasalisante         | Mutation spirante                   |
| ------------------ | ------------------------------------- | ---------------------------- | ----------------------------------- |
| p : pen « tête »   | b : ei ben « sa tête (à lui) »        | mh : fy mhen « ma tête »     | ph : ei phen « sa tête (à elle) »   |
| t : trwyn « nez »  | d : ei drwyn « son nez (à lui) »      | nh : fy nhrwyn « mon nez »   | th : ei thrwyn « son nez (à elle) » |
| c : ceg « bouche » | g : ei geg « sa bouche (à lui) »      | ngh : fy ngheg « ma bouche » | ch : ei cheg « sa bouche (à elle) » |
| b : bys « doigt »  | f : ei fys « son doigt (à lui) »      | m : fy mys « mon doigt »     | – : ei bys « son doigt (à elle) »   |
| d : dant « dent »  | dd : ei ddant « sa dent (à lui) »     | n : fy nant « ma dent »      | – : ei dant « sa dent (à elle) »    |
| g : glin « genou » | (rien) : ei lin « son genou (à lui) » | ng : fy nglin « mon genou »  | – : ei glin « son genou (à elle) »  |
| m : mab « fils »   | f : ei fab « son fils (à lui) »       | – : fy mab « mon fils »      | – : ei mab « son fils (à elle) »    |
| ll : llaw « main » | l : ei law « sa main (à lui) »        | – : fy llaw « ma main »      | – : ei llaw « sa main (à elle) »    |
| rh : rhan « part » | r : ei ran « sa part (à lui) »        | – : fy rhan « ma part »      | – : ei rhan « sa part (à elle) »    |

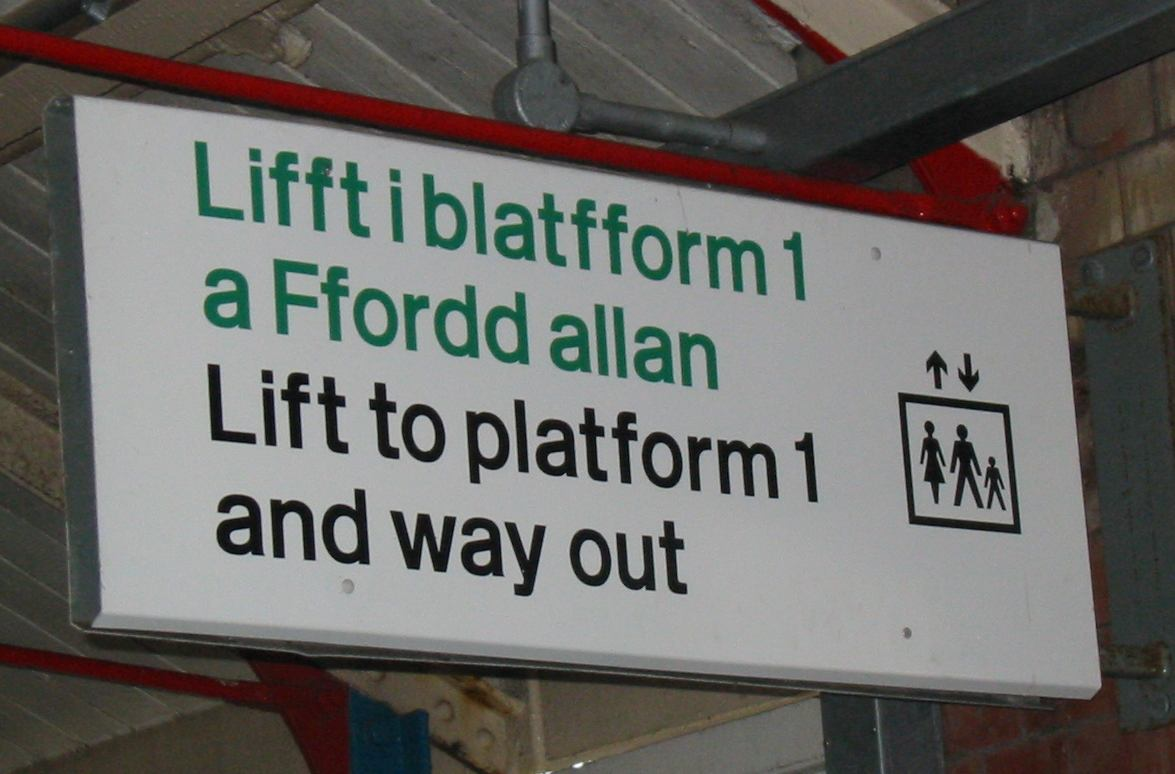
Mutation adoucissante : platfform « quai » muté en blatfform après la préposition i.

Bon nombre de mots grammaticaux, appelés mutateurs, déclenchent la mutation adoucissante du mot qui les suit : de nombreuses prépositions et particules de phrase, les numéraux dau / dwy « deux (masc. / fem. respectivement) », les possessifs dy « ton, ta » et ei « son, sa (à lui) ». La mutation adoucissante apparaît aussi régulièrement dans certaines positions syntaxiques, affectant notamment l'adjectif épithète au féminin singulier, le nom précédé d'un adjectif (ce qui est rare dans la langue courante), le nom en apostrophe, le mot suivant immédiatement le groupe nominal sujet, le verbe à la forme interrogative et souvent le second élément d'un mot composé.
Quelques mutateurs déclenchent une mutation adoucissante limitée qui ne concerne pas les consonnes ll et rh : l'article défini y(r) « la » et le numéral un « une » devant un nom féminin singulier, la particule attributive yn qui s'emploie devant un attribut, les adverbes mor « aussi » et rhy « trop ».
La mutation nasalisante est beaucoup plus limitée, et pas toujours réalisée dans la langue courante. Elle se rencontre surtout après le possessif fy « mon, ma », la préposition yn « en, dans » et à l'intérieur des mots après le préfixe négatif an- (ex. posibl « possible » → amhosibl « impossible »).
La mutation spirante se produit après certains mots grammaticaux (ei « son (à elle) », a « et », â « avec, que », na « ni, que », gyda « avec », tua « vers », tra « très »), après les numéraux tri « trois (masc.) » et chwe « six ». Elle est en recul dans la langue courante qui, selon les cas, tend à y substituer la mutation adoucissante ou l'absence de mutation.
La négation des verbes conjugués et les négateurs ni et oni provoque la mutation spirante de p, t, c et l'adoucissante des autres consonnes mutables, ce qui est appelé mutation mixte (treiglad cymysg). La langue courante tend à généraliser l'adoucissante.
On peut ajouter aux mutations à proprement parler :
- la mutation durcissante (treiglad caled), une mutation interne[2] qui assourdit les consonnes sonores b, d, g en p, t, c (et plus rarement f, dd en ff, th) lors de l'ajout de certains suffixes (ex. teg « beau » → tecach « plus beau », pysgod « poissons » → pysgota « pêcher ») et dans certains mots composés (ex. pobi « cuire » + tŷ « maison » → popty « four »)
- l'aspiration (anadliad caled) qui consiste à préfixer un h aux mots commençant par une voyelle, essentiellement après certains possessifs (ex. elin « coude » → ei helin « son coude (à elle) »).

### Alternances vocaliques
L’apophonie (gwyriad en gallois, vowel mutation en anglais) consiste en la modification régulière de certaines voyelles en syllabe finale lors de l'ajout d'un suffixe.
| En syllabe finale   | y (clair) : bys « doigt »      | w : drws « porte »             | ai : gwaith « travail »      | au : haul « soleil »       | aw : brawd « frère »  | uw : buwch « vache »  |
| Voyelle apophonique | y (sombre) : bysedd « doigts » | y (sombre) : drysau « portes » | ei : gweithio « travailler » | eu : heulog « ensoleillé » | o : brodyr « frères » | u : buchod « vaches » |

La métaphonie (affeithiad en gallois, vowel affection en anglais) est une modification de timbre sous l'influence d'une voyelle antérieure dans une syllabe suivante. Elle apparaît en syllabe finale (la voyelle responsable s'est alors amuïe, mais ses effets demeurent) et pénultième (la voyelle responsable demeure alors le plus souvent sous la forme d'un y, i, u). Ses effets varient selon la position et la nature de la voyelle qui l'a provoquée.
| Métaphonie          | Exemples |
| ------------------- | --- |
| a → ai, ei, e, y    | dafad « mouton » → defaid « moutons » mab « [un] fils » → meibion « [des] fils » gardd « jardin » → gerddi « jardins » alarch « cygne » → elyrch « cygnes »      |
| ae → ai, ei, ey, eu | draen « épine » → drain « épines » saer « charpentier »→ seiri « charpentiers » maes « champ » → meysydd « champs » daeth « il vint » → deuthum (L.) « je vins » |
| aw → y, ew          | gadawaf « je laisse(rai) » → gedy (L.) « il laisse(ra) » cawr « géant » → cewri « géants »                                                                       |
| e → y, i, ei        | cyllell « couteau » → cyllyll « couteaux » carreg « pierre » → cerrig « pierres » toreth « abondance » → toreithiog « abondant »                                 |
| o → y               | ffon « bâton » → ffyn « bâtons » |
| oe → wy             | croen « peau » → crwyn « peaux » |
| w → y               | asgwrn « [un] os » → esgyrn « [des] os » |

Un autre type de métaphonie - historiquement causée par un [a] final aujourd'hui amuï - est responsable des alternances vocaliques observées dans la formation du féminin de certains adjectifs (voir plus bas).

### Autres alternances mineures
L'orthographe galloise double les consonnes n et r à l'intérieur des mots pour indiquer que la voyelle qui les précède est brève : ex. ton « vague » → tonnau « vagues », byr « court, bref » → byrrach « plus court, plus bref ».
D'autres alternances morphologiques ne touchent qu'un nombre de mots restreint ; ce sont des résidus explicables par la phonétique historique de la langue, qui ne sont pas généralisables en synchronie.
- nt et nc en finale peuvent devenir nn et ng lors de l'ajout d'un suffixe : ex. dant  « dent » → dannedd « dents », crafanc « griffe » → crafangau « griffes »
- m, n / nn, ng, r / rr peuvent alterner avec mh, nh, ngh, rh : tymor « saison » → tymhorau « saisons », brenin « roi » → brenhinoedd « rois », annedd « demeure » → anheddau « demeures », cynghanedd « harmonie »[3] → cynganeddion « harmonies », aros « attendre » → arhoswch! « attendez ! », cyrraedd « atteindre » → cyrhaeddais « j'atteignis »
- un h interne peut apparaître ou disparaître lors de l'ajout d'un suffixe : eang « vaste » → ehangach « plus vaste ». Typiquement, h interne ne se trouve qu'en début de syllabe accentuée.

Enfin, la forme de certains mots grammaticaux varie selon leur environnement. Par exemple :
- la préposition yn « en, dans » devient ym devant mh, m et yng devant ngh, ng : yn Lloegr « en Angleterre » ~ ym Mhrydain « en [Grande-]Bretagne » ~ yng Nghymru « au Pays de Galles »
- a « et », na « ni », â et gyda « avec », tua « vers » deviennent ac, nac, ag, gydag, tuag devant voyelle : caws a bara « du fromage et du pain » ~ caws ac afalau « du fromage et des pommes », gyda Mair « avec Mair » ~ gydag Elinor « avec Elinor ».

## Groupe nominal

### Nom
Le nom gallois est caractérisé par son genre et varie en nombre. Il existe deux genres : masculin et féminin. Comme en français, leur répartition est largement arbitraire et imprévisible, bien que les êtres sexués aient généralement le genre attendu et que certaines terminaisons impliquent un genre précis. Il existe un nombre non négligeable de noms de genre incertain, ou variable selon les dialectes.
L'expression du nombre est complexe, et en dépit de certaines régularités, peut assez rarement se déduire de la forme du nom : elle doit être apprise au cas par cas. La majorité des noms opposent un singulier à un pluriel qui en dérive par diverses modifications :
- ajout d'un suffixe : les plus courants sont -(i)au, -(i)on, -i, il existe aussi -ydd, -edd, -oedd, -iaid, -ed, -od, -aint et -ys (mots anglais empruntés avec leur pluriel)
- pluriel interne par alternance vocalique (résultant généralement d'une métaphonie) : car « voiture » → ceir « voitures », bachgen « garçon » → bechgyn « garçons », corn « corne » → cyrn « cornes », troed « pied » → traed « pieds », tŷ « maison » → tai « maisons »
- suffixation combinée à une alternance vocalique (souvent par apophonie ou métaphonie) : drws « porte » → drysau « portes », anifail « animal » → anifeiliaid « animaux », gardd « jardins » → gerddi « jardins », lleidr « voleur » → lladron « voleurs », chwaer « sœur » → chwiorydd « sœurs »
- certains noms empruntent leur pluriel à un dérivé : golau « lumière » → goleuadau « lumières » (cf. goleuad « lumière, luminaire »), noson « soirée » → nosweithiau « soirs, soirées » (cf. noswaith « soir »)
- d'autres pluriels enfin n'entrent dans aucun des types précédents : ci « chien » → cŵn « chiens », brawd « frère » → brodyr « frères », gŵr « homme, mari » → gwŷr « hommes, maris ».

Une minorité substantielle de noms opposent plutôt un collectif à un singulatif : la forme de base désigne une masse, un groupe, et la désignation de l'unité en dérive. Cela concerne en particulier bon nombre de plantes et d'animaux. Les noms d'unité ou singulatifs se forment par suffixation, parfois avec une modification vocalique accessoire :
- au masculin, le suffixe est -yn : plant « des enfants » → plentyn « un enfant », pysgod « des poissons » → pysgodyn « un poisson »
- au féminin, le suffixe est -en : dail « des feuilles » → deilen « une feuille », sêr « des étoiles » → seren « une étoile ».

Quelques noms ont un système mixte : blodyn « fleur » ~ blodau « fleurs » ou cwningen « lapin » ~ cwningod « lapins » avec un singulatif opposé à un pluriel ; hwyad « canard » ~ hwyaid « des canards » ~ hwyaden « un canard » avec coexistence des deux systèmes. Par ailleurs, il n'est pas rare que des mots aient plusieurs pluriels (ex. alarch « cygne » → pl. elyrch ou alarchod), parfois avec une différence de sens
(ex. pryd a pour pluriel prydau au sens de « repas » et prydiau au sens de « moments ») ; les dialectes peuvent différer à cet égard.
Il existe historiquement une série limitée de duels formés par composition avec le numéral « deux », surtout pour des parties du corps allant par paires : deulin « deux genoux » (glin « genou »), dwyglust « paire d'oreilles » (clust « oreille »), deufis « série de deux mois » (mis « mois »). L'usage courant n'en conserve guère que dwylo employé comme pluriel de llaw « main ».

### Adjectif
L'adjectif gallois varie en nombre suivant l'opposition singulier / pluriel. Le pluriel se forme à partir du singulier par métaphonie (ifanc «jeune » → ifainc « jeunes ») ou plus souvent par ajout de la terminaison -(i)on (du « noir » → duon « noirs », cryf « fort » → cryfion « forts »). L'usage du pluriel n'est pas constant : il est régulier dans le cas des adjectifs substantivés (y tlawd « le pauvre » → y tlodion « les pauvres »), mais dans les autres cas le pluriel est rare dans la langue courante et se rencontre surtout dans des expressions figées.
Un certain nombre d'adjectifs varient aussi en genre au singulier : typiquement un masculin comportant un w ou y en syllabe finale s'oppose à un féminin ou la voyelle est e ou o respectivement. Exemples :
- byr « court, bref » ~  ber « courte, brève », cryf « fort » ~ cref « forte », gwyn « blanc » ~ gwen « blanche »
- crwn « rond » ~ cron « ronde », tlws « joli » ~ tlos « jolie », trwm « lourd » ~ trom « lourde ».

Quelques-uns suivent d'autres modèles : bychan « petit » ~ bechan « petite », brith « tacheté » ~ braith « tachetée ».
Dans la langue courante, l'usage du féminin se réduit à quelques adjectifs de haute fréquence, et plutôt dans leur usage comme épithètes que comme attributs.
La gradation de l'adjectif comporte trois degrés principaux : équatif, comparatif et superlatif (de supériorité dans les deux cas), formés par suffixation ou par périphrase ; les adjectifs brefs (une ou deux syllabes) emploient plutôt la suffixation, les adjectifs de plus de deux syllabes ou dérivés d'un nom plutôt la périphrase. À l'équatif, la forme suffixée se rencontre surtout à l'écrit. Quelques adjectifs ont des formes irrégulières.
| Type           | Positif            | Équatif                            | Comparatif                         | Superlatif                            |
| -------------- | ------------------ | ---------------------------------- | ---------------------------------- | ------------------------------------- |
| Suffixé        | cryf « fort »      | cyn gryfed â « aussi fort que »    | cryfach na « plus fort que »       | cryfaf o « le plus fort de »          |
| Périphrastique | costus « coûteux » | mor gostus â « aussi coûteux que » | mwy costus na « plus coûteux que » | mwyaf costus o « le plus coûteux de » |
| Irrégulier     | da « bon »         | cystal â « aussi bon que »         | gwell na « meilleur que »          | gorau o « le meilleur des »           |

Les suffixes de gradation déclenchent la mutation durcissante d'un b, d, g en p, t, c : gwlyb « humide » → gwlyped « aussi humide », tlawd « pauvre » → tlotach « plus pauvre », teg « beau » → tecaf « le plus beau ».
Il existe un comparatif et un superlatif d'infériorité, uniquement par périphrases : llai cryf na « moins fort que », lleiaf cryf o « le plus fort de ». Divers autres adverbes nuancent également le sens des adjectifs, certains placés devant (rhy gryf « trop fort »), d'autres après (cryf iawn « très fort »).
Les adjectifs forment régulièrement des adverbes dérivés au moyen de la particule yn (suivie d'une lénition restreinte) : araf « lent » → yn araf « lentement », cyflym « rapide » → yn gyflym « rapidement », da « bon » → yn dda « bien ».

### Article et démonstratifs

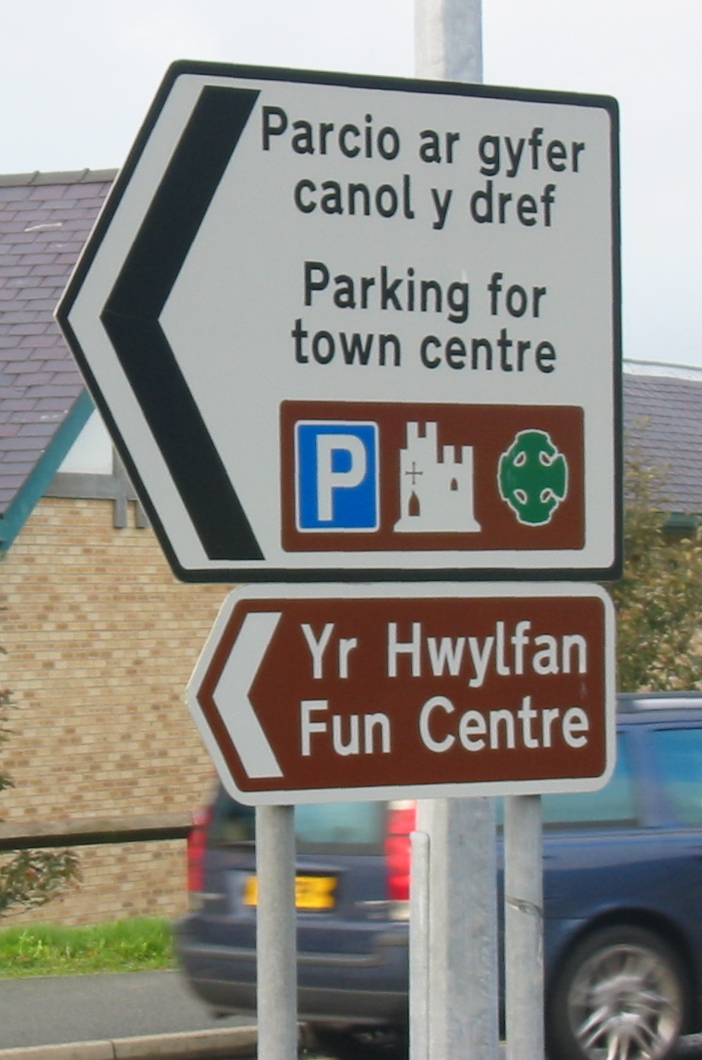
Emploi de deux formes différentes d'article (y et yr) sur un panneau bilingue à Caernarfon.

Le gallois possède un article défini placé devant le nom, dont la forme varie selon l'environnement phonétique :
- la forme pleine yr s'emploie devant les voyelles ou les consonnes i ou h : yr adar « les oiseaux », yr iâr « la poule », yr hwyad « le canard »
- la forme abrégée y s'emploie devant les autres consonnes : y tad « le père », y mab « le fils », y ferch « la fille »
- lorsque le mot précédent se termine en voyelle, l'article devient 'r dans tous les cas : i'r adar « aux oiseaux », i'r tad « au père », i'r ferch « à la fille ».

Il est invariable en lui-même, mais déclenche une lénition restreinte du nom qui le suit lorsque celui-ci est au féminin singulier :  y mab « le fils » ~ y meibion « les fils » (mab est masculin) / y ferch « la fille » ~ y merched « les filles » (merch est féminin).
L'article sert aussi de base à la formation de l'adjectif démonstratif, de structure discontinue : le nom caractérisé est précédé de l'article et suivi d'une forme réduite des adverbes démonstratifs yma « ici » et yna « là » : y llyfr 'ma « ce livre-ci » ~ y llyfr 'na « ce livre-là ». D'autres adverbes démonstratifs sont acw « là-bas [plus loin que yna] » et yno « là [non visible] ». L'oral emploie aussi fan 'ma / fan hyn, fan 'na, fan 'cw, fan 'no comme variantes de yma, yna, acw, yno. Il existe aussi des présentatifs correspondants (« voici, voilà ») : dyma, dyna, dacw.
Dans un style plus littéraire, on remplace l'adverbe par un pronom démonstratif variable en genre et en nombre (hwn « celui-ci », hwnnw « celui-là », hon « celle-ci », honno « celle-là », hyn « ceux-ci », hynny « ceux-là ») : y llyfr hwn « ce livre-ci », y dudalen hon « cette page-ci », yr erthyglau hynny « ces articles-là ».
Le gallois ne possède ni d'article indéfini ni d'article partitif : cath « un chat », bara « du pain ».

### Expansion du nom
En gallois, l'expansion du nom se place habituellement après celui-ci, qu'il s'agisse d'une épithète ou d'un complément du nom.
La plupart des adjectifs épithètes suivent le nom décrit ; lorsque celui-ci est un féminin singulier, il déclenche la lénition de l'initiale de l'adjectif. L'accord en genre et en nombre peut s'observer mais de façon très inconstante ; en pratique, la langue courante tend nettement vers l'invariabilité de l'adjectif épithète. Exemples : ceffyl gwyn mawr « un grand cheval blanc » ~ ceffylau gwyn mawr « de grands chevaux blancs » (masculin) / caseg wen fawr  « une grande jument blanche » ~ cesig gwyn mawr « de grandes juments blanches » (féminin). De rares adjectifs précèdent leur nom et provoquent alors sa lénition : hen geffyl « un vieux cheval ». Comme en français, il existe parfois une différence de sens selon que l'adjectif est placé avant ou après le nom : unig blentyn « un enfant unique » / plentyn unig « un enfant seul ».

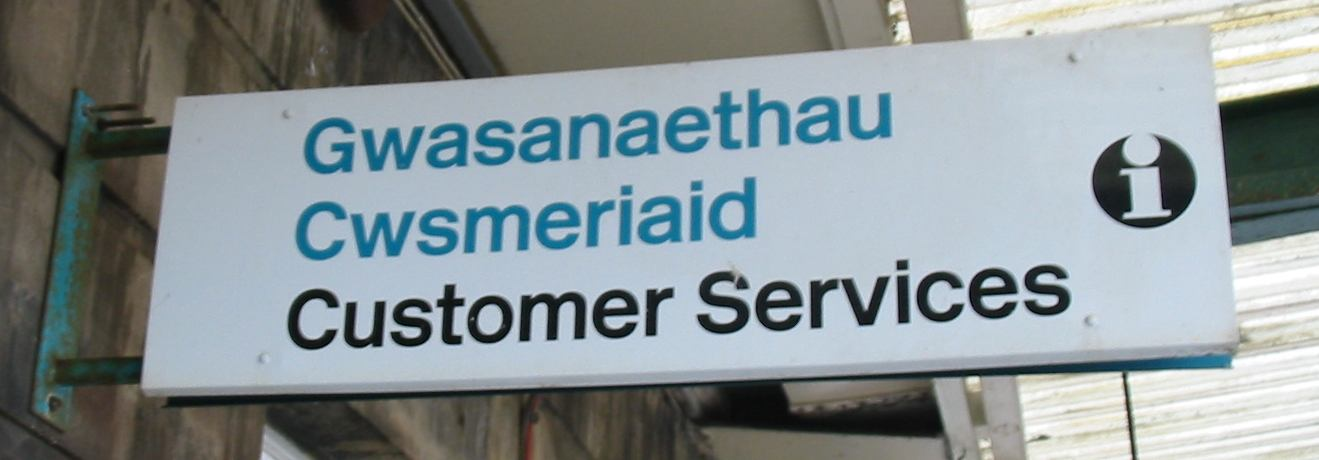
Exemple de locution avec nom en épithète : Services clients.

Le gallois emploie volontiers un nom ou un verbe comme épithète, auquel cas il subit les mêmes mutations qu'un adjectif. Ce procédé sert notamment à créer de nombreuses locutions lexicales. Exemples : safle bws « arrêt de bus » (safle « position, station, poste » + bws « bus »), peiriant golchi llestri « lave-vaisselle » (peiriant « machine » + golchi « laver » + llestri [pl.] « plats, vaisselle »), cyllell boced « canif » (cyllell « couteau » + poced « poche »), ystafell gysgu « dortoir » (ystafell « salle, chambre » + cysgu « dormir »).
Le complément du nom se forme par juxtaposition en une structure caractéristique : nom déterminé + article + nom déterminant ; les deux noms sont nécessairement définis (malgré l'absence d'article pour le déterminé). Exemples : drws y tŷ « la porte de la maison », canol y dref « le centre de la ville », manylion y stori « les détails de l'histoire ». L'article peut être remplacé par un possessif : ci fy nghymdogion « le chien de mes voisins ».
Dans un sens partitif, le complément du nom est introduit par la préposition o et l'article s'emploie librement : potel o laeth « une bouteille de lait », y darn o bapur « le morceau de papier », hanner o'r disgyblion « une moitié des élèves ». Les quantificateurs amènent l'emploi cette structure : llawer o lyfrau « beaucoup de livres », ychydig o fara « un peu de pain », digon o amser « assez de temps », gormod o bobl « trop de gens ».

## Numération
Le gallois possède deux systèmes de numération : un système traditionnel complexe, partiellement vigésimal, et un système décimal plus simple, préféré notamment dans l'enseignement et pour les grands nombres.
Il existe deux constructions pour le nom qui suit : soit il est directement juxtaposé et reste au singulier (tri dyn « trois hommes »), soit il est introduit par la préposition o et se met au pluriel (pymtheg o ddynion « quinze hommes »). Le second système est plus courant pour les grands nombres, sans que la limite entre les deux soit vraiment tranchée[réf. souhaitée].
De deux à quatre (et leurs composés) les nombres s'accordent en genre avec le nom qui les suit : un « un, une » ne varie pas en lui-même mais déclenche au féminin une lénition restreinte, tandis que de deux à quatre, les formes sont distinctes pour le masculin (dau, tri, pedwar) et le féminin (dwy, tair, pedair).
Quelques nombres déclenchent des mutations : lénition restreinte après un féminin « une », lénition systématique après dau / dwy « deux (m. / f.) », spirantisation après tri « trois (m.) » et chwech « six ». Il existe des traces de nasalisation dans des expressions figées, notamment avec le mot blynedd qui sert à compter les ans : saith mlynedd « sept ans ». Enfin, la forme de certains varie selon le contexte : pump « cinq », chwech « six », cant « cent » deviennent pum, chwe, can devant un nom, et deg « dix » (seul ou dans ses dérivés) devient deng devant m : pum car, chwe awr, deng munud, can punt « cinq voitures, six heures, dix minutes, cent livres (sterling) ».
| Nombre        | Système traditionnel                                     | Système décimal                                          |
| ------------- | -------------------------------------------------------- | -------------------------------------------------------- |
| 0             | dim                                                      | dim                                                      |
| 1             | un (+ lénition restreinte au féminin)                    | un (+ lénition restreinte au féminin)                    |
| 2             | dau (masculin) (+ lénition) / dwy (féminin) (+ lénition) | dau (masculin) (+ lénition) / dwy (féminin) (+ lénition) |
| 3             | tri (masculin) (+ spirantisation) / tair (féminin)       | tri (masculin) (+ spirantisation) / tair (féminin)       |
| 4             | pedwar (masculin) / pedair (féminin)                     | pedwar (masculin) / pedair (féminin)                     |
| 5             | pump                                                     | pump                                                     |
| 6             | chwech (+ spirantisation)                                | chwech (+ spirantisation)                                |
| 7             | saith                                                    | saith                                                    |
| 8             | wyth                                                     | wyth                                                     |
| 9             | naw                                                      | naw                                                      |
| 10            | deg                                                      | deg                                                      |
| 11            | un ar ddeg                                               | un deg un                                                |
| 12            | deuddeg                                                  | un deg dau / dwy                                         |
| 13            | tri / tair ar ddeg                                       | un deg tri / tair                                        |
| 14            | pedwar / pedair ar ddeg                                  | un deg pedwar / pedair                                   |
| 15            | pymtheg                                                  | un deg pump                                              |
| 16            | un ar bymtheg                                            | un deg chwech                                            |
| 17            | dau / dwy ar bymtheg                                     | un deg saith                                             |
| 18            | deunaw « deux neuf »                                     | un deg wyth                                              |
| 19            | pedwar / pedair ar bymtheg                               | un deg naw                                               |
| 20            | ugain                                                    | dau ddeg                                                 |
| 21            | un ar hugain                                             | dau ddeg un                                              |
| 22            | dau / dwy ar hugain                                      | dau ddeg dau / dwy                                       |
| 23            | tri / tair ar hugain                                     | dau ddeg tri / tair                                      |
| 24            | pedwar / pedair ar hugain                                | dau ddeg pedwar / pedair                                 |
| 25            | pump ar hugain                                           | dau ddeg pump                                            |
| 26            | chwech ar hugain                                         | dau ddeg chwech                                          |
| 27            | saith ar hugain                                          | dau ddeg saith                                           |
| 28            | wyth ar hugain                                           | dau ddeg wyth                                            |
| 29            | naw ar hugain                                            | dau ddeg naw                                             |
| 30            | deg ar hugain                                            | tri deg                                                  |
| 31            | un ar ddeg ar hugain                                     | tri deg un                                               |
| 32            | dau / dwy ar ddeg ar hugain                              | tri deg dau / dwy                                        |
| 33            | tri / tair ar ddeg ar hugain                             | tri deg tri / tair                                       |
| 34            | pedwar / pedair ar ddeg ar hugain                        | tri deg pedwar / pedair                                  |
| 35            | pumtheg ar hugain                                        | tri deg pump                                             |
| 36            | un ar bymtheg ar hugain                                  | tri deg chwech                                           |
| 37            | dau / dwy ar bymtheg ar hugain                           | tri deg saith                                            |
| 38            | deunaw ar hugain                                         | tri deg wyth                                             |
| 39            | pedwar / pedair ar bymtheg ar hugain                     | tri deg naw                                              |
| 40            | deugain                                                  | pedwar deg                                               |
| 41            | deugain ac un                                            | pedwar deg un                                            |
| 42            | deugain a dau / dwy                                      | pedwar deg dau / dwy                                     |
| etc.          |                                                          |                                                          |
| 50            | hanner cant « demi cent »                                | pum deg                                                  |
| 60            | trigain                                                  | chwe deg                                                 |
| 70            | deg a thrigain                                           | saith deg                                                |
| 80            | pedwar ugain                                             | wyth deg                                                 |
| 90            | deg a phedwar ugain                                      | naw deg                                                  |
| 100           | cant (traité comme nom masculin)                         | cant (traité comme nom masculin)                         |
| 200           | dau gant                                                 | dau gant                                                 |
| 300           | tri chant                                                | tri chant                                                |
| etc.          |                                                          |                                                          |
| 1000          | mil (traité comme nom féminin)                           | mil (traité comme nom féminin)                           |
| 2000          | dwy fil                                                  | dwy fil                                                  |
| 3000          | tair mil                                                 | tair mil                                                 |
| etc.          |                                                          |                                                          |
| 1 000 000     | miliwn (traité comme nom féminin)                        | miliwn (traité comme nom féminin)                        |
| 2 000 000     | dwy filiwn                                               | dwy filiwn                                               |
| 3 000 000     | tair miliwn                                              | tair miliwn                                              |
| etc.          |                                                          |                                                          |
| 1 000 000 000 | biliwn (traité comme nom masculin)                       | biliwn (traité comme nom masculin)                       |
| 2 000 000 000 | dau filiwn                                               | dau filiwn                                               |
| 3 000 000 000 | tri biliwn                                               | tri biliwn                                               |
| etc.          |                                                          |                                                          |

## Système personnel

### Pronoms personnels et possessifs
Le gallois possède des pronoms personnels indépendants, des possessifs et des pronoms enclitiques objets. Les pronoms indépendants se répartissent en trois séries : simples (formes de base), redoublés (formes d'insistance, plutôt formelles et rares, surtout au pluriel) et conjonctifs (emphatiques, avec l'idée d'ajout ou de contraste : a finnau « moi aussi »). Leur forme peut varier selon l'environnement phonétique ou le registre (la langue littéraire emploie des formes archaïques disparues de l'usage courant), mais ne dépend pas de leur fonction syntaxique.
Les possessifs, toujours inaccentués, sont placés devant le nom qu'ils déterminent, sur lequel ils déclenchent diverses mutations ; ils ont une forme préfixée courante (eich llyfr « votre livre »), et une forme infixée utilisable après voyelle (o'ch llyfr « de votre livre »). Historiquement, il existait en parallèle des adjectifs possessifs placés après le nom (y llyfr mau « le mien livre »), obsolètes dans la langue moderne. Les possessifs sont souvent renforcés par le pronom indépendant correspondant placé après le nom (eich llyfr chi « votre livre »), la langue familière peut même s'en contenter et omettre le possessif (llyfr chi « votre livre »); cette tournure n'est pas nécessairement emphatique, mais peut le devenir en déplaçant l'accent tonique sur le pronom indépendant. À noter que de nombreux possessifs ne se prononcent pas comme ils s'écrivent : fy ~ ein ~ eich ~ ei ~ eu sont couramment réalisés [ən] ou [ə] ou rien ~ [ən] ~ [əx] ~ [i] ~ [i] ; les possessifs de 3e personne sont ainsi tous homophones et ne se distinguent que par les mutations qu'ils déclenchent et les éventuels pronoms de renforcement.
Les enclitiques objets se placent exclusivement après certaines conjonctions et particules verbales (sous forme syllabique après consonne, non syllabique après voyelle), où ils marquent l'objet d'un verbe conjugué. Ils ne se rencontrent plus aujourd'hui que dans la langue littéraire dans un registre formel ; les autres registres les remplacent par les pronoms indépendants.
|         |          | Pronom personnel indépendant   | Pronom personnel indépendant         | Pronom personnel indépendant      | Possessif  | Possessif             | Enclitique objet  | Enclitique objet  |
| simple  | redoublé | conjonctif                     | préfixé                              | infixé                            | syllabique | non syllabique        |                   |                   |
| ------- | -------- | ------------------------------ | ------------------------------------ | --------------------------------- | ---------- | --------------------- | ----------------- | ----------------- |
| 1re sg. | 1re sg.  | mi / fi / i                    | myfi / fyfi, y fi                    | minnau / finnau / innau           | fy +N / f' | 'm +H (L)             | ym +H (L)         | 'm +H (L)         |
| 2e sg.  | 2e sg.   | ti / di, chdi (N)              | tydi / dydi, y chdi (N)              | tithau / dithau                   | dy +L / d' | 'th +L (L)            | yth +L (L)        | 'th +L (L)        |
| 3e sg.  | masc.    | ef (L), o / fo (N), e / fe (S) | efo (N), efe (S), y fo (N), y fe (S) | yntau, fintau                     | ei +L      | 'i +L / 'w +L         | ei +A / ys +A (L) | 'i +A / -s +A (L) |
| 3e sg.  | fém.     | hi                             | hyhi, y hi                           | hithau                            | ei +S / A  | 'i +S / A / 'w +S / A | ei +A / ys +A (L) | 'i +A / -s +A (L) |
| 1re pl. | 1re pl.  | ni                             | nyni, y ni                           | ninnau                            | ein +A     | 'n +A                 | yn +A (L)         | 'n +A (L)         |
| 2e pl.  | 2e pl.   | chwi (L), chi                  | chwychwi (L), chychi, y chi          | chwithau (L), chithau             | eich       | 'ch                   | ych (L)           | 'ch (L)           |
| 3e pl.  | 3e pl.   | hwy (L), hwynt (L), nhw        | hwynthwy (L), nhynhw, y nhw          | hwythau (L), hwyntau (L), nhwthau | eu +A      | 'u +A / 'w +A         | eu +A / ys +A (L) | 'u +A / -s +A (L) |

Abréviations : (L) forme littéraire ; (N) forme du Nord ; (S) forme du Sud ;
+L lénition ; +N nasalisation ; +S spirantisation ; +A aspiration
Le gallois pratique le vouvoiement de la même façon que le français : à la 2e personne, le singulier sert pour les relations informelles ou intimes, et le pluriel s'emploie comme forme de politesse du singulier en plus de son usage comme pluriel.
Les pronoms réfléchis s'obtiennent par périphrase avec hun au Nord, hunan (sg.) / hunain (pl.) au Sud : eich hun « vous même(s) » (N.) / eich hunan « vous même » ~ eich hunain « vous mêmes » (S.), etc.

### Prépositions conjuguées
Comme chez les autres langues celtiques insulaires, les prépositions galloises les plus courantes possèdent une flexion selon la personne : on parle de « prépositions conjuguées ». Dans la langue littéraire, les prépositions conjuguées sont autonomes et il existe plusieurs modèles de flexion ; dans la langue courante, elles apparaissent normalement suivies d'un pronom personnel de renforcement et la flexion est régularisée.
|            |         | 1er groupe ar « sur » | 1er groupe ar « sur » | 2e groupe yn « en, dans » | 2e groupe yn « en, dans » | 3e groupe gan « avec, par » | 3e groupe gan « avec, par » | irrégulier i « à, pour » | irrégulier i « à, pour » |
| littéraire | courant | littéraire            | courant               | littéraire                | courant                   | littéraire                  | courant                     |                          |                          |
| ---------- | ------- | --------------------- | --------------------- | ------------------------- | ------------------------- | --------------------------- | --------------------------- | ------------------------ | ------------------------ |
| 1re sg.    | 1re sg. | arnaf                 | arna i                | ynof                      | yndda i                   | gennyf                      | gen i, gyn i                | i mi                     | i mi, i fi               |
| 2e sg.     | 2e sg.  | arnat                 | arnat ti              | ynot                      | ynddat ti                 | gennyt                      | gen ti, gyn ti              | i ti                     | i ti                     |
| 3e sg.     | masc.   | arno                  | arno fo / fe          | ynddo                     | ynddo fo / fe             | ganddo                      | gynno fo / fe               | iddo                     | iddo fo / fe             |
| 3e sg.     | fém.    | arni                  | arni hi               | ynddi                     | ynddi hi                  | ganddi                      | gynno hi                    | iddi                     | iddi hi                  |
| 1re pl.    | 1re pl. | arnom                 | arnon ni              | ynom                      | ynddon ni                 | gennym                      | gynnon ni                   | i ni                     | i ni                     |
| 2e pl.     | 2e pl.  | arnoch                | arnoch chi            | ynoch                     | ynddoch chi               | gennych                     | gynnoch chi                 | i chwi                   | i chi                    |
| 3e pl.     | 3e pl.  | arnynt                | arnyn nhw             | ynddynt                   | ynddyn nhw                | ganddynt                    | gynnyn nhw                  | iddynt                   | iddyn nhw                |

## Système verbal

### Vue générale

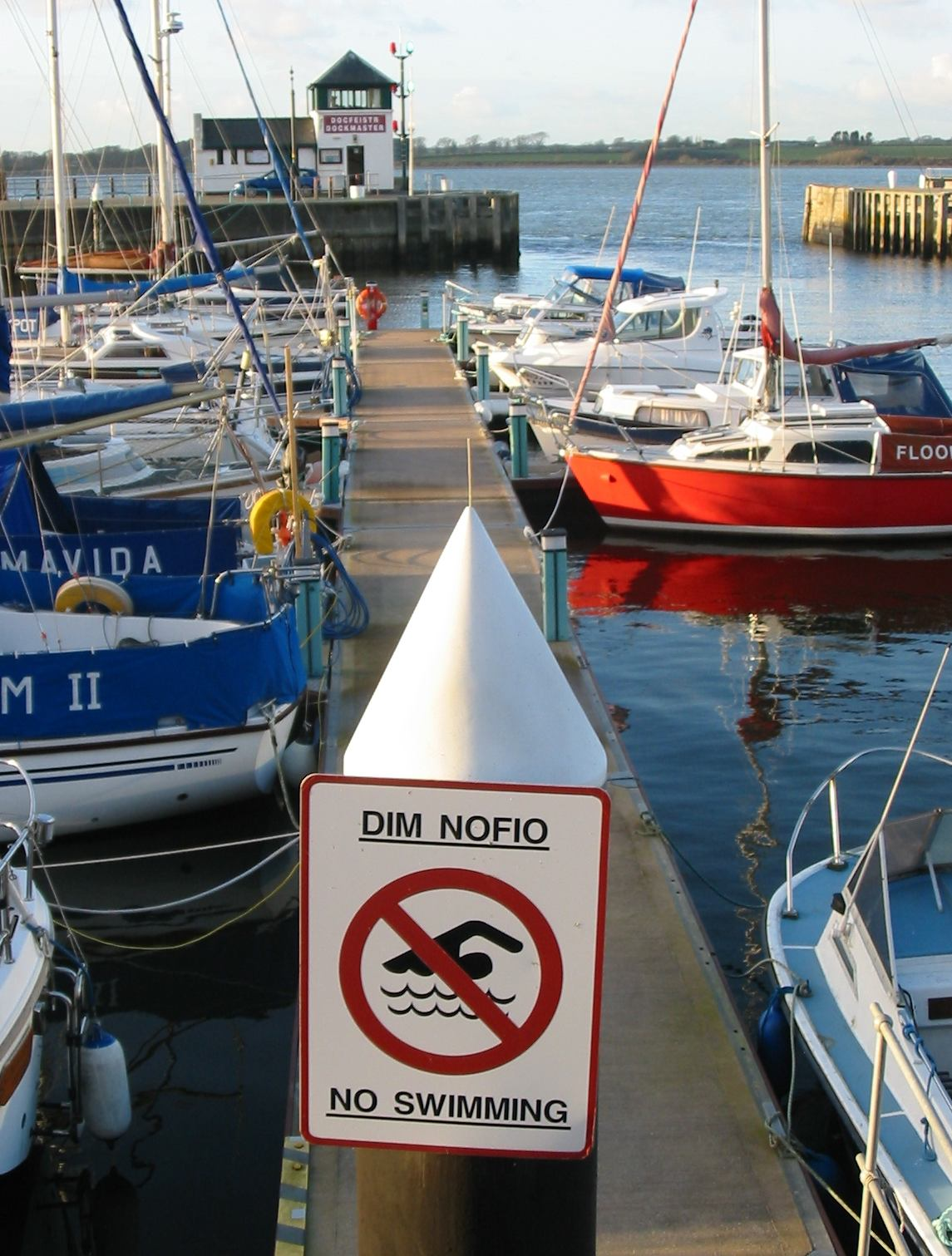
Natation interdite - littéralement « ne pas nager ». Exemple d'emploi du nom verbal nofio.

Le gallois possède un système verbal mixte, comportant à la fois des formes synthétiques, exprimées directement par la flexion verbale, et des formes analytiques qui recourent à un verbe auxiliaire. Le verbe se conjugue en fonction du sujet grammatical, mais il n'y a accord que lorsque le sujet est un pronom personnel, dans les autres cas c'est la forme de 3e personne du singulier qui s'emploie par défaut. Comparer :
- Mae hi'n agor y drws « elle ouvre la porte » ~ Maen nhw'n agor y drws « ils ouvrent la porte » ~ Mae 'r lladron yn agor y drws « les voleurs ouvrent la porte »
- Gwelodd hi'r gath « elle vit le chat » ~ Gwelais i'r gath « je vis le chat » ~ Fi a welodd y gath « c'est moi qui vis le chat ».

Comme dans les autres langues celtiques, il existe en plus des trois personnes habituelles une forme « impersonnelle » qui indique que le procès a lieu sans indiquer de sujet : ex. siaredir « on parlera, ça parlera » (siarad « parler »).
Une forme non conjuguée appelée nom verbal (berfenw) joue un rôle fonctionnel important, car elle sert de base aux formes analytiques de la conjugaison. Elle permet par ailleurs d'employer n'importe quel verbe sous forme de nom ; dans cette fonction, elle correspond quelque peu à l'infinitif du français. Sa syntaxe reste cependant fondamentalement nominale ; en particulier, l'objet d'un nom verbal s'exprime par des pronoms possessifs : Dw i'n eich gweld  « je vous vois » (littéralement « je suis dans votre voir »), tandis que l'objet d'un verbe conjugué est plus « classiquement » exprimé par un pronom indépendant en fonction d'objet : Gwelais i chi « je vous vis ».
C'est au niveau du système verbal que le gallois courant et le gallois littéraire divergent le plus nettement. Le gallois littéraire a conservé un système proche de celui du moyen gallois, tandis que le gallois courant y a apporté d'importants changements :
- la morphologie s'est quelque peu simplifiée ; en parallèle les formes analytiques ont pris plus d'importance
- la valeur de certains temps s'est modifiée, d'autres ont disparu
- l'expression des pronoms personnels est devenue obligatoire dans la plupart des cas, alors qu'elle est facultative et a valeur d'insistance en gallois littéraire (qui est donc une langue pro-drop, contrairement à la langue courante)
- la forme impersonnelle est sortie de l'usage parlé. Elle reste cependant en usage à l'écrit.

La conjugaison synthétique comporte trois modes : indicatif, subjonctif et impératif. L'indicatif comporte quatre temps :
- un présent d'habitude-futur. En gallois courant, c'est devenu un simple futur, la valeur de présent d'habitude n'est conservée que pour quelques verbes modaux.
- un imparfait-conditionnel. En gallois courant, sa valeur est celle d'un simple conditionnel.
- un passé simple
- un plus-que-parfait, largement disparu en gallois courant, sinon dans certains usages comme formes variantes du conditionnel

Le subjonctif comporte seulement un présent-futur et un imparfait. Son emploi est vivant dans le gallois littéraire, où il exprime le souhait, l'exhortation, l'incertitude ou l'indéfinition, le but, la concession. En gallois courant, il ne survit que dans des expressions figées : ex. da boch chi « portez-vous bien (= au revoir) », doed a ddêl « advienne que pourra », cyn bo hir « avant qu'il soit longtemps », etc.
L'impératif ne comporte pas de distinction temporelle. En gallois littéraire, il s'emploie à l'affirmatif, pour ordonner, comme au négatif, pour interdire ; en revanche, le gallois courant a développé une périphrase spécifique pour l'interdiction, composée de l'impératif du verbe peidio « cesser » + â (souvent élidé) + nom verbal. « Ne chantez pas ! » donne ainsi Na chenwch! en gallois littéraire mais Peidiwch â chanu! ou Peidiwch canu! en gallois courant. Le gallois courant n'utilise de l'impératif synthétique que la deuxième personne ; il a développé par ailleurs une périphrase impérative (semblable à l'anglais let us...) qui emploie le verbe gadael « permettre, laisser » à l'impératif : gad / gadewch i ni... + nom verbal avec lénition. On a ainsi Gad i ni ganu! ou Gadewch i ni ganu! pour « Chantons ! ».
Le verbe bod « être », principal auxiliaire et très irrégulier, se singularise par l'existence de distinctions supplémentaires de temps : dans tous les registres, il sépare présent et futur, imparfait et conditionnel.
La conjugaison analytique se forme avec bod conjugué au temps voulu + particule + nom verbal. Selon la particule choisie, elle exprime différents aspects ou modes verbaux :
- yn indique l'aspect progressif (processus en cours). En gallois courant, cette forme a pris beaucoup d'importance car c'est elle qui permet d'exprimer le présent. Exemples : Mae hi'n canu « elle chante, elle est en train de chanter », Roedd hi'n canu « elle chantait, elle était en train de chanter ».
- wedi indique l'aspect accompli (processus achevé) : Mae hi wedi canu « elle a chanté », Roedd hi'n wedi canu « elle avait chanté ».
- heb (+ lénition) indique l'aspect accompli à la forme négative ; c'est une formulation alternative à la négation habituelle : Mae hi heb ganu « elle n'a pas chanté », Roedd hi heb ganu « elle n'avait pas chanté ».
- newydd (+ lénition) indique le passé immédiat : Mae hi newydd ganu « elle vient de chanter », Roedd hi newydd ganu « elle venait de chanter ».
- ar (+ lénition) indique le futur immédiat : Mae hi ar ganu « elle est sur le point de chanter, elle va chanter ».
- am (+ lénition) indique l'intention : Mae hi am ganu « elle a l'intention de chanter, elle veut chanter ».

Les mêmes constructions peuvent compléter un nom : ex. bachgen yn cysgu « un garçon endormi », ffenestr wedi torri « une fenêtre cassée ». Elles tiennent le même rôle que les participes d'autres langues comme le français, mais dont le gallois ne dispose pas réellement. Il forme cependant régulièrement des adjectifs verbaux :
- de qualité en -edig : ysgrifennu « écrire » → ysgrifenedig « écrit », caru « aimer » → caredig « aimable, gentil »...
- de possibilité en -adwy : darllen « lire » → darllenadwy « lisible », bwyta « manger » → bwytadwy « mangeable »...

Mais ceux-ci ont un rôle purement adjectival et ne peuvent former de constructions verbales.
Il existe un deuxième type de conjugaison analytique, qui sert d'alternative à la conjugaison synthétique. Elle emploie comme auxiliaire gwneud « faire » complété d'un nom verbal avec lénition : ex. Gwneith hi ganu yfory « elle chantera demain » (à comparer à la forme synthétique Canith hi yfory).
Enfin, en alternative au prétérit synthétique, le gallois du nord emploie ddaru + pronom sujet + nom verbal (avec lénition) : ddaru hi ganu « elle chanta ».

### Conjugaison régulière
La flexion du verbe consiste essentiellement en l'ajout de suffixes au radical verbal, parfois accompagnées de modifications internes de celui-ci. La forme de citation du verbe dans les dictionnaires est le nom verbal, de formation variable :
- elle se fait le plus souvent par l'ajout d'un suffixe au radical, parfois accompagnée d'une métaphonie ; les suffixes plus fréquents sont -i, -u, -o (ce dernier souvent sous la forme -io où i fait partie du radical, fréquente dans les emprunts[15]), ex. torr- → torri « briser », pryn- → prynu « acheter », rhif- → rhifo « compter », mais il en existe d'autres plus rares, ex. cerdd- → cerdded « marcher », saf- → sefyll « se tenir, s'arrêter, être à l'arrêt », hed- → hedfan « voler (dans les airs) », etc.
- un certain nombre de verbes ont un nom verbal sans suffixe, souvent identique à leur radical, ex. siarad « parler », eistedd « être assis, s'asseoir », ateb « répondre », plus rarement avec une modification interne (plus ou moins transparente), ex. arhos- → aros « attendre », derbyni- → derbyn « recevoir », dyg- → dwyn « voler, dérober », gwrandaw- → gwrando « écouter », etc.
- quelques verbes irréguliers utilisent la supplétion, c'est-à-dire que le nom verbal n'a aucun rapport avec le radical, ex. mynd « aller » (radicaux a- et el-).

La majorité des verbes gallois suivent le modèle suivant de conjugaison, illustré par le verbe siarad « parler ».
|                 | Indicatif       | Indicatif                            | Indicatif                | Indicatif       | Indicatif    | Indicatif                           | Indicatif              | Subjonctif | Subjonctif | Impératif       | Impératif |
| Présent / Futur | Présent / Futur | Imparfait / Conditionnel             | Imparfait / Conditionnel | Passé simple    | Passé simple | Plus-que-parfait                    | Présent                | Imparfait  |            | Impératif       | Impératif |
| littéraire      | courant         | littéraire                           | courant                  | littéraire      | courant      | littéraire                          | littéraire             | littéraire | littéraire | courant         |           |
| --------------- | --------------- | ------------------------------------ | ------------------------ | --------------- | ------------ | ----------------------------------- | ---------------------- | ---------- | ---------- | --------------- | --------- |
| 1re sg.         | siaradaf        | siarada i                            | siaradwn                 | siaradwn i      | siaradais    | siarades i                          | siaradaswn             | siaradwyf  | siaradwn   |                 |           |
| 2e sg.          | siaredi         | siaradi di                           | siaradit                 | siaradet ti     | siaradaist   | siaradest ti                        | siaradasit             | siaredych  | siaradit   | siarad, siarada | siarada   |
| 3e sg.          | sieryd          | siaradith e/o/hi, siaradiff e/hi (S) | siaradai                 | siaradai e/o/hi | siaradodd    | siaradodd e/o/hi, siaradws e/hi (S) | siaradasai             | siarado    | siaradai   | siaraded        |           |
| 1re pl.         | siaradwn        | siaradwn ni                          | siaradem                 | siaraden ni     | siaradasom   | siaradon ni                         | siaradasem             | siaradom   | siaradem   | siaradwn        |           |
| 2e pl.          | siaredwch       | siaradwch chi                        | siaradech                | siaradech chi   | siaradasoch  | siaradoch chi                       | siaradasech            | siaradoch  | siaradech  | siaredwch       | siaradwch |
| 3e pl.          | siaradant       | siaradan nhw                         | siaradent                | siaraden nhw    | siaradasant  | siaradon nhw                        | siaradasent            | siaradont  | siaradent  | siaradent       |           |
| Impers.         | siaredir        |                                      | siaredid                 |                 | siaradwyd    |                                     | siaradesid, siaradasid | siarader   | siaredid   | siarader        |           |

Remarques :
- Certaines terminaisons s'accompagnent d'une métaphonie dans la syllabe précédente ; mais le gallois courant tend à  rétablir la voyelle non modifiée.
- Historiquement, la 3e personne du singulier se caractérisait par l'absence de terminaison, souvent combinée à des modifications vocaliques du radical par métaphonie ou apophonie : ex. siarad « parler » → sieryd « (il / elle) parle », cysgu « dormir » → cwsg « (il / elle) dort ». Ces formes subsistent dans la langue littéraire, mais le registre courant a développé les terminaisons -ith ou -iff.
- Historiquement, les terminaisons de subjonctif s'accompagnaient de la mutation durcissante de la consonne finale du radical : au présent siaratwyf, siaretych..., imparfait siaratwn, siaratit..., mais le gallois moderne ne conserve cette particularité que dans quelques expressions figées (seules à conserver l'usage du subjonctif en gallois courant), telles que Duw catwo... « Dieu garde... ». L'abandon de la mutation durcissante eut pour conséquence de faire coïncider les formes de l'indicatif et du subjonctif à l'imparfait[16].

### Conjugaison contractée
Un certain nombre de verbes ont un radical terminé par une voyelle. Dans ce cas, il se produit des contractions en diphtongue entre cette voyelle et les terminaisons verbales, qui compliquent la conjugaison vue plus haut ; les formes qui en résultent sont alors accentuées irrégulièrement sur la dernière syllabe.
Cela concerne notamment les verbes dérivés de noms et d'adjectifs au moyen du suffixe -(h)a-. Il en existe deux types selon que s'y ajoute ou non la terminaison -u de nom verbal :
- les verbes en -(h)a, qui dénotent généralement la collecte, la chasse ou la recherche du substantif de base. Ex. : bwyd « nourriture » → bwyta « manger », pysgod « poissons » → pysgota « pêcher », gwraig « femme » → gwreica « prendre femme », cnau « noix » → cneua « ramasser les noix », llygod « souris » → llygota « chasser les souris », etc. quelques-uns sont causatifs : ex. gwell « meilleur » → gwella « (s')améliorer ».
- les verbes e, -(h)au, généralement causatifs ou inchoatifs. Ils sont accentués irrégulièrement sur la syllabe finale, plutôt que la pénultième. Ex. : gwag « vide » → gwacau « vider », rhydd « libre » → rhyddhau « libérer », byr « court, bref » → byrhau « raccourcir, abréger », marchog « cavalier, chevalier » → marchocau « chevaucher », cas « haine / haïssable, odieux » → casau « haïr », etc.

Le h étymologique du suffixe disparaît souvent, mais non sans provoquer la mutation durcissante de la consonne finale du nom ou adjectif de départ.
Le gallois courant tend à simplifier la conjugaison de certains de ces verbes en les transformant en radicaux consonantiques (ex. bwytwch chi « vous mangerez » plutôt que bwytewch).
|                 | Indicatif                | Indicatif    | Indicatif        | Indicatif   | Subjonctif | Subjonctif | Impératif  |
| Présent / Futur | Imparfait / Conditionnel | Passé simple | Plus-que-parfait | Présent     | Imparfait  |            | Impératif  |
| --------------- | ------------------------ | ------------ | ---------------- | ----------- | ---------- | ---------- | ---------- |
| 1re sg.         | rhyddhaf                 | rhyddhawn    | rhyddheais       | rhyddhaswn  | rhyddhawyf | rhyddhawn  |            |
| 2e sg.          | rhyddhei                 | rhyddhait    | rhyddheaist      | rhyddhasit  | rhyddheych | rhyddhait  | rhyddha    |
| 3e sg.          | rhyddha                  | rhyddhâi     | rhyddhaodd       | rhyddhasai  | rhyddhao   | rhyddhâi   | rhyddhaed  |
| 1re pl.         | rhyddhawn                | rhyddhaem    | rhyddhasom       | rhyddhasem  | rhyddhaom  | rhyddhaem  | rhyddhawn  |
| 2e pl.          | rhyddhewch               | rhyddhaech   | rhyddhasoch      | rhyddhasech | rhyddhaoch | rhyddhaech | rhyddhewch |
| 3e pl.          | rhyddhânt                | rhyddhaent   | rhyddhasant      | rhyddhasent | rhyddhaont | rhyddhaent | rhyddhaent |
| Impers.         | rhyddheir                | rhyddheid    | rhyddhawyd       | rhyddhasid  | rhyddhaer  | rhyddheid  | rhyddhaer  |

Une autre classe concernée est celle des verbes dont le radical se termine en o, auquel s'ajoute la terminaison de nom verbal i : ex. troi « tourner », paratoi « préparer », etc. quelques-uns de ces verbes ont un radical alternatif en dd, ex. rhoi ou rhoddi « donner ».
|                 | Indicatif                | Indicatif    | Indicatif        | Indicatif | Subjonctif | Subjonctif | Impératif |
| Présent / Futur | Imparfait / Conditionnel | Passé simple | Plus-que-parfait | Présent   | Imparfait  |            | Impératif |
| --------------- | ------------------------ | ------------ | ---------------- | --------- | ---------- | ---------- | --------- |
| 1re sg.         | trof, troaf              | trown        | trois            | troeswn   | trowyf     | trown      |           |
| 2e sg.          | troi                     | troit        | troist           | troesit   | troech     | troit      | tro       |
| 3e sg.          | try                      | trôi         | troes, trodd     | troesai   | tro        | trôi       | troed     |
| 1re pl.         | trown                    | troem        | troesom          | troesem   | trôm       | troem      | trown     |
| 2e pl.          | trowch                   | troech       | troesoch         | troesech  | troch      | troech     | trowch    |
| 3e pl.          | trônt                    | troent       | troesant         | troesent  | trônt      | troent     | troent    |
| Impers.         | troir                    | troid        | trowyd, troed    | troesid   | troer      | troid      | troer     |

Les verbes dont le radical se termine en w présentent également quelques contractions lorsque s'ajoute une terminaison elle-même en w : ex. clywed « entendre »  → clywn « nous entendrons », clywch « vous entendrez » ; enwi « nommer »  → enwn « nous nommerons », enwch « vous nommerez », etc.

### L'auxiliairebod«être»
L'auxiliaire bod possède une conjugaison bien plus complexe que les autres verbes, à plusieurs titres :
- ses formes sont très irrégulières, et recourent à la supplétion entre deux radicaux, l'un vocalique, l'autre en b-.
- il distingue systématiquement, et dans tous les registres, un présent d'un futur, et un imparfait d'un conditionnel : présent et imparfait sont bâtis sur le radical vocalique, futur et conditionnel sur le radical en b-. En gallois littéraire, le futur et le conditionnel peuvent aussi prendre la valeur d'un présent d'habitude et d'un imparfait d'habitude, respectivement.
- au singulier à la 3e personne du singulier, il possède plusieurs formes aux emplois distincts et complémentaires, selon de la structure syntaxique de la phrase.
- il s'adjoint habituellement diverses particules verbales (certaines spécifiques, certaines partagées avec les autres verbes) qui tendent à s'y amalgamer.
- il a une forte tendance à la réduction phonétique en gallois courant, laquelle se fait de façon souvent divergente selon les dialectes. De même, le gallois littéraire permet assez souvent un choix entre formes brèves et longues.

|         | Indicatif                         | Indicatif | Indicatif                           | Indicatif | Indicatif        | Indicatif | Subjonctif         | Subjonctif     | Impératif         |
| Présent | Futur / Présent d'habitude        | Imparfait | Conditionnel / Imparfait d'habitude | Passé     | Plus-que-parfait | Présent   | Imparfait          | Présent        |                   |
| ------- | --------------------------------- | --------- | ----------------------------------- | --------- | ---------------- | --------- | ------------------ | -------------- | ----------------- |
| 1re sg. | (yd)wyf                           | byddaf    | oeddwn                              | byddwn    | bûm              | buaswn    | b(ydd)wyf          | bawn, byddwn   |                   |
| 2e sg.  | (yd)wyt                           | byddi     | oeddit, oeddet                      | byddit    | buost            | buasit    | b(ydd)ych, byddech | bait, byddit   | bydd              |
| 3e sg.  | 1. y mae 2. (yd)yw 3. oes 4. sydd | bydd      | (yd)oedd                            | byddai    | bu               | buasai    | b(ydd)o            | bai, byddai    | bydded, boed, bid |
| 1re pl. | ŷm, ydym                          | byddwn    | oeddem                              | byddem    | buom             | buasem    | bôm, byddom        | baem, byddem   | byddwn            |
| 2e pl.  | ŷch, ydych                        | byddwch   | oeddech                             | byddech   | buoch            | buasech   | b(ydd)och          | baech, byddech | byddwch           |
| 3e pl.  | y maent, ŷnt, ydynt               | byddant   | oeddynt, oeddent                    | byddent   | buant, buont     | buasent   | bônt, byddont      | baent, byddent | byddent           |
| Impers. | ys, ydys                          | byddir    | oeddid                              | byddid    | buwyd            | buasid    | bydder             | byddid         | bydder            |

Au présent à la troisième personne du singulier, les formes ont les emplois suivants :
- y mae s'emploie à la forme affirmative, où il sert d'auxiliaire pour la formation des temps analytiques, de verbe d'existence dans les phrases présentatives (« il y a, il existe »), et comme copule dans les phrases attributives (« X est Y »)
- yw ou ydyw s'emploie à la forme interrogative et négative comme auxiliaire et copule. Il sert également de copule à la forme affirmative dans un type alternatif de phrases attributives.
- oes s'emploie à la forme interrogative et négative comme verbe d'existence (A oes ...? « Y a-t-il... ? », Nid oes... « Il n'y a pas de... »).
- sydd s'emploie comme copule après un antécédent pour former une proposition subordonnée relative (« X qui est Y »).

En gallois littéraire, bod se trouve habituellement précédé de particules verbales qui spécifient la modalité de la phrase : affirmative, interrogative, négative et interro-négative. C'est également vrai des autres verbes, mais bod en possède une spécifique : yr, qui précède les formes vocaliques de bod à la forme affirmative : yr wyf / yr ydwyf « je suis », yr oeddwn « j'étais », etc. Par ailleurs, l'extension yd de certaines formes longues est une ancienne particule amalgamée.[réf. souhaitée]
Les particules partagées avec les autres verbes sont :
- pour l'affirmation, fe (au Sud) ou mi (au Nord), suivies de la lénition, d'emploi facultatif. Le verbe bod peut les employer devant ses formes en b- : fe fyddaf / mi fyddaf « je serai », etc.
- pour l'interrogation, a, suivi de la lénition : a fyddaf ? « serai-je ? »
- pour la négation : ni devant consonne, nid devant voyelle, suivies de la mutation mixte (spirantisation de p, t, c en ph, th, ch, lénition dans les autres cas) ni fyddaf « je ne serai pas »
- pour l'interro-négation : oni devant consonne, onid devant voyelle, suivies de la mutation mixte : oni fyddaf « ne serai-je pas ? ».

Les formes de troisième personne (yd)yw et sy(dd) ne prennent pas de particule, tandis qu'une est déjà intégrée dans y mae, y maent.[réf. souhaitée]
Le gallois courant tend à réduire ces particules tout en conservant les mutations qu'elles déclenchent. Fe ou mi peuvent persister (bydda i, fe / mi fydda i et fydda i sont tous trois possibles pour « je serai »), mais les autres particules sont généralement omises ou, dans le cas de bod, réduites à une consonne amalgamée au verbe, ce qui aboutit à différencier des conjugaisons affirmatives, interrogatives et négatives.
| Forme affirmative   | Forme affirmative                                                 | Forme affirmative | Forme affirmative                        | Forme affirmative                      | Forme affirmative |
|                     | Présent                                                           | Futur             | Imparfait                                | Conditionnel                           | Passé             |
| ------------------- | ----------------------------------------------------------------- | ----------------- | ---------------------------------------- | -------------------------------------- | ----------------- |
| 1re sg.             | (ry)dw i, (r)w i (S)                                              | bydda i           | roeddwn i, o'n i                         | byddwn i, baswn i                      | bues I            |
| 2e sg.              | (r)wyt ti, ti                                                     | byddi di          | roeddet ti, o't ti                       | byddet ti, baset ti                    | buest ti          |
| 3e sg.              | 1. mae o/hi (N), mae e/hi (S) 2. ydy (N), yw (S) 3. oes 4. sy(dd) | bydd e/o/hi       | (r)oedd e/o/hi, o'dd e/o/hi              | byddai fe/fo/hi, basai fe/fo/hi        | buodd, bu         |
| 1re pl.             | (ry)dyn ni, dan ni (N), (ŷn) ni (S)                               | byddwn ni         | roedden ni, o'n ni                       | bydden ni, basen ni                    | buon ni           |
| 2e pl.              | (ry)dych chi, dach chi (N), ych chi (S)                           | byddwch chi       | roeddech chi, o'ch chi                   | byddech chi, basech chi                | buoch chi         |
| 3e pl.              | maen nhw                                                          | byddan nhw        | roedden nhw, o'n nhw                     | bydden nhw, basen nhw                  | buon nhw          |
| Forme interrogative |                                                                   |                   |                                          |                                        |                   |
|                     | Présent                                                           | Futur             | Imparfait                                | Conditionnel                           | Passé simple      |
| 1re sg.             | ydw i?                                                            | fydda i?          | oeddwn i? o'n i?                         | fyddwn i? faswn i?                     | fues i?           |
| 2e sg.              | wyt ti?                                                           | fyddi di?         | oeddet ti? o't ti?                       | fyddet ti? faset ti?                   | fuest ti?         |
| 3e sg.              | 1. ydy o/hi? (N) yw e/hi? (S) 2. oes?                             | fydd e/o/hi?      | oedd e/o/hi? o'dd e/o/hi?                | fyddai fe/fo/hi? fasai fe/fo/hi?       | fuodd e/o/hi?     |
| 1re pl.             | ydyn ni? ydan ni? (N) ŷn ni? (S)                                  | fyddwn ni?        | oedden ni? o'n ni?                       | fydden ni? fasen ni?                   | fuon ni?          |
| 2e pl.              | ydych chi? ydach chi? (N) ych chi? (S)                            | fyddwch chi?      | oeddech chi? o'ch chi?                   | fyddech chi? fasech chi?               | fuoch chi?        |
| 3e pl.              | ydyn nhw? ŷn nhw? (S)                                             | fyddan nhw?       | oedden nhw? o'n nhw?                     | fydden nhw? fasen nhw?                 | fuon nhw?         |
| Forme négative      |                                                                   |                   |                                          |                                        |                   |
|                     | Présent                                                           | Futur             | Imparfait                                | Conditionnel                           | Passé simple      |
| 1re sg.             | (dy)(d)w i ddim                                                   | fydda i ddim      | doeddwn i ddim, (d)o'n i ddim            | fyddwn i ddim, faswn i ddim            | fues i ddim       |
| 2e sg.              | dwyt ti ddim, ti ddim                                             | fyddi di ddim     | doeddet ti ddim, (d)o't ti ddim          | fyddet ti ddim, faset ti ddim          | fuest ti ddim     |
| 3e sg.              | 1. dydy o/hi ddim (N), dyw e/hi ddim (S) 2. does dim              | fydd e/o/hi ddim  | (d)oedd e/o/hi ddim, (d)o'dd e/o/hi ddim | fyddai fe/fo/hi ddim, fasai fe/fo/ddim | fuodd e/o/hi ddim |
| 1re pl.             | (dy)dyn ni ddim, (dy)dan ni ddim (N), ŷn ni ddim (S)              | fyddwn ni ddim    | doedden ni ddim, (d)o'n ni ddim          | fydden ni ddim, fasen ni ddim          | fuon ni ddim      |
| 2e pl.              | (dy)dych chi ddim, (dy)dach chi ddim (N), (ych) chi ddim (S)      | fyddwch chi ddim  | doeddech chi ddim, (d)o'ch chi ddim      | fyddech chi ddim, fasech chi ddim      | fuoch chi ddim    |
| 3e pl.              | dydyn nhw ddim, ŷn ni ddim (S.)                                   | fyddan nhw ddim   | doedden nhw ddim, (d)o'n nhw ddim        | fydden nhw ddim, fasen nhw ddim        | fuon nhw ddim     |

Remarques :
- Ce tableau n'est pas exhaustif, du fait de la grande variété de formes possibles de bod en gallois parlé.
- Il inclut les pronoms personnels, qui doivent normalement être exprimés en gallois courant. À quelques formes, bod peut entièrement s'élider, seul le pronom subsiste lors.
- Toutes les formes présentées ne sont pas du même registre de langue. Des formes comme rydw i, roeddwn i sont usuelles à l'écrit mais ne sont pas spontanées à l'oral : elles représentent une normalisation de la langue influencée par la langue littéraire.
- Ddim est un marqueur de négation, comparable au pas du français.
- L'emploi des formes de présent à la 3e personne du singulier est semblable à la langue littéraire.

### Autres verbes irréguliers
Quelques verbes autres que l'auxiliaire bod ont une conjugaison franchement irrégulière, qui fait appel à la supplétion  ou comporte d'importantes altérations phonétiques des radicaux. Leurs formes ont tendance à être plus ou moins régularisées dans la langue courante, de façon parfois divergente selon les dialectes. Il s'agit :
- d'une part des verbes mynd « aller », dod « venir », gwneud « faire », cael « recevoir, obtenir »
- d'autre part, de verbes historiquement dérivés de bod : canfod « percevoir », cyfarfod « rencontrer », darfod « se produire, advenir », gorfod « vaincre ; être obligé », darganfod « découvrir », hanfod « descendre de », ainsi que gwybod « savoir », adnabod « connaître, reconnaître », cydnabod « reconnaître, apprécier ».

## Phrase simple

### Phrase simple sans auxiliaire
Le gallois est fondamentalement une langue VSO, ce qui signifie que la structure de base de la phrase suit l'ordre verbe - sujet - objet :
- Gwelodd Gareth y gath. « Gareth vit le chat. »
- Paentiwch chi'r drws cyn heno. « Vous peindrez la porte avant ce soir. »
- Siaradodd Elen â'r athro am ei mab hi. « Elen parla de son fils (à elle) au professeur. »

Le verbe peut être précédé d'une particule affirmative fe (plutôt au Sud) ou mi (plutôt au Nord), qui entraînent toutes deux la lénition du verbe qui les suit : Fe welodd Gareth y gath / Mi welodd Gareth y gath « Gareth vit le chat ». La particule peut s'élider à l'oral, mais la lénition qu'elle déclenche persiste : Welodd Gareth y gath. L'usage de ces particules n'apporte pas de nuance sémantique bien nette et est généralement facultatif[réf. souhaitée] ; cependant, en gallois littéraire, elles servent régulièrement de support aux pronoms enclitiques objets : Fe'ch gwelais « Je vous vis » (en gallois courant Fe welais i chi).
Lorsqu'il est complément d'objet direct d'un verbe conjugué, le nom se lénifie ; cependant, la mutation ne se produit pas quand le nom est précédé d'un déterminant (article, possessif...) qui lui impose alors sa mutation ou sa non-mutation selon le cas. Comparer ainsi :
- Gwelodd Gareth geffyl gwyn « Gareth vit un cheval blanc » (lénition du COD indéfini)
- Gwelodd Gareth y ceffyl gwyn « Gareth vit le cheval blanc « (pas de mutation au masculin après l'article)
- Gwelodd Gareth (fy) ngheffyl gwyn « Gareth vit mon cheval blanc » (nasalisation après le possessif fy, qui peut s'élider)

L'ordre fondamental VSO peut être contourné par un procédé d'extraction comparable au c'est... qui du français (sans son premier élément), dans lequel un élément rhématique se place en tête de phrase, suivi d'une particule (a pour le sujet ou le COD, y(r) dans les autres cas) habituellement élidée à l'oral, puis du verbe et du reste de la phrase. C'est en fait la structure de la proposition relative. Cette tournure s'emploie pour la mise en relief ; elle est également courante dans la narration. Exemples :
- Torraf i chwarel gan fy mhêl. « Je casserai un carreau avec mon ballon. »
- Fi (a) dorrith chwarel gan fy mhêl.[19] « C'est moi qui casserai un carreau avec mon ballon.»
- Chwarel (a) dorraf i gan fy mhêl. « C'est un carreau que je casserai avec mon ballon. »
- Gan fy mhêl (y) torraf i chwarel. « C'est avec mon ballon que je casserai un carreau. »

L'usage de la même particule pour le sujet et l'objet peut amener des ambiguïtés : Twrch a laddodd yr heliwr peut aussi bien signifier « C'est un sanglier (twrch) qu'a tué le chasseur (heliwr) » ou « C'est un sanglier qui a tué le chasseur ». En pratique, c'est le contexte qui indiquera généralement l'interprétation correcte.

### Phrase simple avec auxiliairebod
Lorsque le verbe se conjugue de façon analytique avec l'auxiliaire bod, la structure de base devient auxiliaire - sujet - particule aspectuelle ou modale - nom verbal - objet :
- Mae Gareth wedi gweld y gath. « Gareth a vu le chat. »
- Byddwch chi'n paentio'r drws cyn heno. « Vous peindrez la porte avant ce soir. »
- Roedd Elen yn siarad â'r athro am ei mab hi. « Elen parlait de son fils (à elle) au professeur. »

L'objet du verbe n'est pas soumis à lénition dans ce cas ; en fait, il se construit comme un complément du nom verbal. C'est très visible lorsque l'objet est un pronom : il apparaît alors sous la forme d'un possessif placé devant le verbe. (Cependant, il est également possible de placer un pronom personnel indépendant placé après le verbe.) Exemples :
- Rwyt ti'n darllen llyfr hanes. « Tu lis un livre d'histoire. » (à comparer avec Darllenaist ti lyfr hanes « tu lus un livre d'histoire », avec lénition de l'objet du verbe conjugué directement)
- Rwyt ti'n ei ddarllen. « Tu le lis. »
- Rwyt i'n darllen fo. « Tu le lis. »

Les particules verbales associées à bod peuvent éventuellement apparaître en tête de phrase.
La rhématisation par extraction reste possible, de façon comparable à celle d'une phrase sans auxiliaire ; on doit noter cependant l'emploi au présent de la forme relative spéciale sy(dd) au présent la 3e personne du singulier quand l'antécédent est sujet. Exemples :
- Mae Olwen yn siarad Ffrangeg. « Olwen parle français. »
- Olwen sy'n siarad Ffrangeg. « C'est Olwen qui parle français. »
- Ffrangeg (y) mae Olwen yn siarad. « C'est français que parle Olwen. »

### Phrase simple avec auxiliairegwneud
Lorsque le verbe se conjugue de façon analytique avec l'auxiliaire gwneud, la structure de base devient auxiliaire - sujet - nom verbal - objet. Le nom verbal subit la lénition et l'auxiliaire peut se voir précédé d'une particule affirmative fe ou mi. Exemples :
- Gwnaeth Gareth weld y gath. « Gareth vit le chat. »
- Gwnewch chi baentio'r drws cyn heno. « Vous peindrez la porte avant ce soir. »
- Gwnaeth Elen siarad â'r athro am ei mab hi. « Elen parla de son fils (à elle) au professeur. »[20]

Comme le verbe lexical est représenté par un nom verbal, son objet quand il est pronominal est susceptible d'être exprimé par un possessif, exactement comme dans la construction avec bod : Gwnaeth Gareth ei gweld / Gwnaeth Gareth weld hi « Gareth le vit ».
La construction avec gwneud sert couramment d'alternative à la conjugaison synthétique dans certaines régions du Pays de Galles, et n'est pas spécialement emphatique.[réf. souhaitée] Toutefois, associée à la tournure d'extraction, elle permet la mise en relief du verbe :
- Gweld y gath a wnaeth Gareth. « Il vit le chat, Gareth. » (Littéralement : « C'est voir le chat que fit Gareth. »)

### Phrase attributive

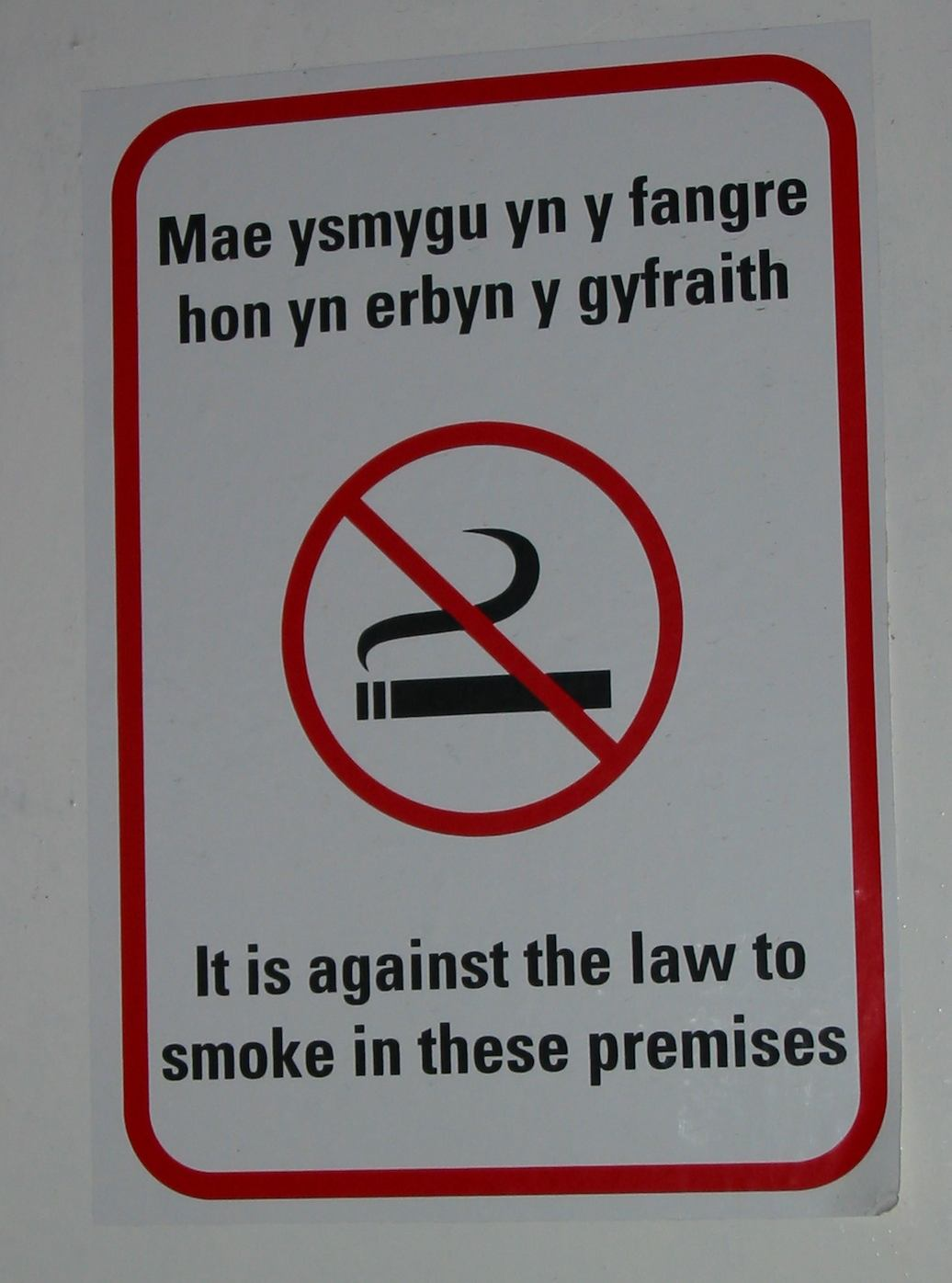
Fumer en ces lieux est contraire à la loi. Exemple de phrase attributive avec bod en tête.

Les phrases attributives s'emploient pour identifier ou relier au sujet une qualité sous forme d'attribut au moyen d'un verbe copule (typiquement équivalent du français « être »). En gallois, les phrases attributives peuvent se construire de deux manières :
- copule - sujet - attribut. Dans ce cas, l'attribut est obligatoirement précédé de la particule attributive yn, qui entraîne une lénition restreinte sur le mot qui le suit[6].
- attribut - copule - sujet. L'ordre « anormal » de cette structure est marquée par la lénition de la copule (quand c'est possible) ou, si celle-ci est bod « être » à la 3e personne du présent, par l'emploi de la forme spéciale ydy ou yw.

Le choix de la structure dépend de la contribution de l’attribut à l’actualisation du sujet :
- quand l’attribut est explicatif, c’est-à-dire qu’il décrit simplement le référent auquel renvoie le sujet sans concourir à son identification, la première structure est normale, la seconde met en relief l’attribut. Exemples : Bydd y gwynt yn gryf « Le vent sera fort » ~ Cryf fydd y gwynt « Il sera fort, le vent » ; Mae Siôn yn athro ~ Athro ydy Siôn « Siôn est professeur ».
- quand l’attribut est déterminatif, c’est-à-dire qu’il permet d’identifier (partiellement ou totalement) le référent auquel renvoie le sujet, la seconde structure est obligatoire : sujet et attribut peuvent commuter, selon que l'on souhaite mettre en relief l'un ou l'autre en le plaçant en première position. Exemple : Siôn ydy'r chwaraewr gorau « C'est Siôn le meilleur joueur » ~ Y chwaraewr gorau ydy Siôn « Le meilleur joueur, c'est Siôn » ; mais *Mae Siôn yn y chwaraewr gorau est impossible[22].

### Phrase présentative
Les phrases présentatives servent à introduire dans le discours un élément nouveau ou poser son existence. Le gallois les construit généralement avec le verbe bod « être » : Mae adar yn yr ardd. « Il y a des oiseaux dans le jardin » ; Bydd moron yn y pryd nesaf « Il y aura des carottes au prochain repas ».
Les phrases présentatives peuvent également consister en une phrase nominale introduite par les présentatifs dyma, dyna, dacw, comparables au français « voici, voilà » : Dyma fy mam « Voici ma mère ».

### Phrase possessive
Le gallois ne possède pas de verbe « avoir » et utilise à la place des périphrases signifiant littéralement « être avec », différentes au Nord et au Sud du Pays de Galles :
- au Sud, la construction est Mae Y gyda X « X a Y », la préposition gyda se réduisant souvent à 'da à l'oral : Mae car gyda fe « il a une voiture », Mae dau frawd gyda Mair « Mair a deux frères » ;
- au Nord, la construction est Mae gan X Y « X a Y » ; gan est une préposition conjuguée et Y subit la lénition : Mae gynno fo gar[23] « il a une voiture », Mae gan Fair ddau frawd « Mair a deux frères ».

Quand l'idée est plutôt d' « obtenir, recevoir », le gallois utilise le verbe correspondant cael - assez semblable dans son usage à l'anglais get : Cafodd Sioned feic i'w phenblwydd « Sioned a eu un vélo pour son anniversaire ».
Là où le français utilise souvent le verbe « avoir » pour exprimer divers états physiques et mentaux passagers, le gallois se sert d'une tournure Mae Y ar X « X a Y » (où ar est une préposition conjuguée), signifiant littéralement « Y est sur X » :
- Mae syched arna i. « J'ai soif. »
- Mae peswch ar y bachgen 'ma. « Ce garçon a de la toux. »
- Mae cywilydd ar Emyr. « Emyr a honte. »
- Fyddai / Fasai ofn arnoch chi? « Auriez-vous peur ? »

Toutefois, la tournure avec gyda s'emploie dans certaines expressions telles que celles comportant le mot tost « douloureux » : Mae pen tost gyda fi « J'ai mal à la tête [= une tête douloureuse] ».

## Transformations de la phrase

### Négation
La négation globale (c'est-à-dire portant sur l'ensemble de la phrase) diffère notablement entre gallois littéraire et gallois courant.
Le gallois littéraire préserve un état de langue ancien, où la négation se forme en plaçant la particule verbale ni (ou nid devant voyelle) devant le verbe, ce qui en provoque la mutation mixte : spirantisation de p, t, c, lénition des autres consonnes mutables. Exemples :
- Ni welodd Gareth gath. « Gareth ne vit pas de chat. »
- Ni phaentiwch cyn heno. « Vous ne peindrez pas avant ce soir. »
- Nid yw Elen yn siarad â'r athro. « Elen ne parle pas au professeur. »

En gallois courant, la particule est élidée (ne laissant qu'un d- résiduel dans certaines formes négatives de bod), mais la mutation mixte qu'elle déclenche persiste ; souvent cependant, elle est remplacée par la simple lénition. En contrepartie s'est développée une marque négative ddim (de dim « rien ») placée après le verbe. L'évolution peut se comparer à celle du français où le ne négatif a été renforcé par des adverbes négatifs comme pas ou point, qui deviennent les seuls marqueurs de négation quand ne est élidé, comme l'oral le fait couramment. Cependant, en français, c'est la phase intermédiaire ne... pas qui est la norme à l'écrit, tandis que le gallois écrit reproduit selon le registre l'état initial ou l'état final de l'évolution.
- Welodd Gareth ddim cath. « Gareth ne vit pas de chat. »
- Phaentiwch / Baentiwch chi ddim cyn heno. « Vous ne peindrez pas avant ce soir. »
- Dydy Elen ddim yn siarad â'r athro. « Elen ne parle pas au professeur. »

Lorsque l'objet est défini, ddim est suivi d'une tournure partitive avec la préposition o ; les deux mots se contractent en mo.
- Welodd Gareth mo'r gath. « Gareth ne vit pas le chat. »

### Interrogation

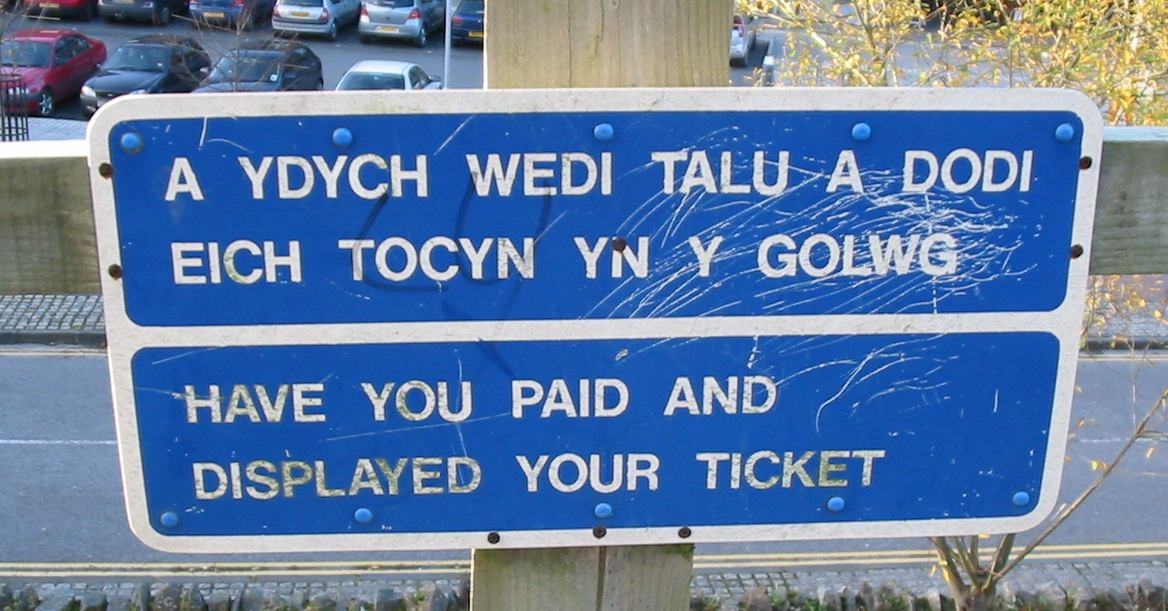
Avez-vous payé et affiché votre ticket ? Le premier a est une particule interrogative.

L'interrogation globale est marquée en gallois littéraire par la présence devant le verbe ou l'auxiliaire de la particule a, qui en déclenche la lénition. Pour une phrase interro-négative, la particule est oni (onid devant voyelle) suivie de la mutation mixte. Le gallois courant tend à élider les particules, ou les contracte à l'auxiliaire bod (voir plus haut), tout en conservant les mutations (ou en généralisant la lénition) ; il ajoute le cas échéant le marqueur de négation ddim.
Exemples en registre littéraire :
- Yr wyf wedi darllen y llyfr hwn. « J'ai lu ce livre » → A wyf wedi darllen y llyfr hwn? « Ai-je lu ce livre? » → Onid wyf wedi darllen y llyfr hwn? « N'ai-je pas lu ce livre? »
- Darllenais y llyfr hwn. « Je lirai ce livre » → A ddarllenais y llyfr hwn? « Lirai-je ce livre ? » → Oni ddarllenais y llyfr hwn? « Ne lirai-je pas ce livre? »

Exemples en registre courant :
- Dw i wedi darllen y llyfr 'ma. « J'ai lu ce livre » → Ydw i wedi darllen y llyfr 'ma? « Est-ce que j'ai lu ce livre? » → Dydw i ddim wedi darllen y llyfr 'ma? « Est-ce que je n'ai pas lu ce livre? »
- Fe ddarllenais i'r llyfr 'ma. « Je lirai ce livre » → Ddarllenais i'r llyfr 'ma? « Est-ce que je lirai ce livre ? » → Ddarllenais i ddim y llyfr 'ma? « Ne lirai-je pas ce livre? »

L'interrogation partielle recourt à divers adjectifs, pronoms et adverbes interrogatifs. Ils se placent en tête de phrase et lui imposent la même structure de proposition subordonnée relative que pour une mise en relief (voir plus haut). Exemples :
- Beth sydd ar y bwrdd? « Qu'est-ce qui est sur la table ? »
- Pwy (a) welodd Siôn? « Qui a vu Siôn ? »
- Pa / Pwy[25] grys (a) wyt ti wedi prynu? « Quelle chemise as-tu achetée ? »
- Ble (y) byddwn ni'n bwyta heno? « Où mangerons-nous ce soir ? »
- Pryd (y) cyrhaeddwch chi? « Quand arriverez-vous? »
- Pam (y) torraist ti'r ffenestr? « Pourquoi as-tu cassé la fenêtre ? »

Lorsque l'interrogatif dépend d'une préposition, le gallois littéraire place toujours celle-ci devant lui : Am ba ddyn y mae'n siarad? « De quel homme parle-t-il ? ». Cette tournure existe aussi en gallois courant ; mais sous l'influence de l'anglais, la préposition peut aussi s'y trouver rejetée en fin de phrase : Pwy ddyn mae e'n siarad am?.

### Passivation
Il existe deux types de constructions passives en gallois.
La première consiste à employer la forme impersonnelle du verbe ; comme cette forme verbale, elle relève donc surtout de la langue écrite aujourd'hui. Elle est comparable, toutes proportions gardées, à l'usage de « on » en français.
- Gwelwyd Olwen yn y Bala. « Olwen a été vue à Bala. On a vu Olwen à Bala. »
- Fe'm gwelwyd. / Gwelwyd fi. « Je fus vu. On me vit. »
- Ni'm gwelwyd. / Ni welwyd fi. « Je ne fus pas vu. On ne me vit pas. »

La seconde, caractéristique du gallois courant, est une construction périphrastique qui recourt au verbe cael « recevoir, obtenir », combiné au nom verbal du verbe lexical précédé du possessif correspondant au sujet. L'agent peut s'exprimer au moyen de la préposition gan « avec ».
- Cafodd y llygoden ei llewa gan y gath. « La souris fut dévorée par le chat. »
- Mae Mr. Evans wedi cael ei arestio adref yn Aberystwyth. « Mr. Evans a été arrêté chez lui à Aberystwyth. »